# Eolimenitis eximia
Eolimenitis eximia är en fjärilsart som beskrevs av Moltrecht 1909. Eolimenitis eximia ingår i släktet Eolimenitis och familjen praktfjärilar. Inga underarter finns listade i Catalogue of Life.